# Hanford
Hanford é uma cidade localizada no estado americano da Califórnia, no condado de Kings, do qual é sede. Foi incorporada em 12 de agosto de 1891.
Ela foi utilizada para desenvolver o Projeto Manhattan.

## Geografia
De acordo com o United States Census Bureau, a cidade tem uma área de 43 km², onde todos os 43 km² estão cobertos por terra.

### Localidades na vizinhança
O diagrama seguinte representa as localidades num raio de 24 km ao redor de Hanford.

## Demografia
Segundo o censo nacional de 2010, a sua população é de 53 967 habitantes e sua densidade populacional é de 1 255,98 hab/km². É a cidade mais populosa do condado de Kings. Possui 18 493 residências, que resulta em uma densidade de 430,39 residências/km².

## Lista de marcos
A relação a seguir lista as entradas do Registro Nacional de Lugares Históricos em Hanford.
- Biblioteca Hanford Carnegie
- Templo Taoist
- Tribunal do Condado de Kings